# Balanço financeiro público
Balanço financeiro público é a demonstração contábil pública que evidencia os totais anuais (ou do período em questão) das receitas e despesas orçamentárias e extra-orçamentárias executadas, bem como os saldos das  disponibilidades  (caixa e bancos) que foram recebidas do exercício anterior e os que serão passados para o exercício seguinte.

## No Brasil
A Contabilidade Pública brasileira é  regulada pela Lei 4.320-64, que tem por objetivo implementar uma gestão financeira integrada com os demais sistemas contábeis públicos.
Conforme o artigo 103 da Lei 4.320/64, "o Balanço Financeiro demonstrará a receita e a despesa orçamentária, bem como os recebimentos e os pagamentos de natureza extra-orçamentária, conjugados com os saldos em espécie provenientes do exercício anterior, e os que se transferem para o exercício seguinte". O modelo desse Balanço Financeiro está previsto no Anexo 13 da Lei 4.320-64 (modificado pela Portaria STN n. 749 de 15 de dezembro de 2009).
A primeira coisa que se nota do dispositivo legal, é a vinculação formal com o Balanço Orçamentário (receita e despesa orçamentária demonstrada). Essa vinculação (em termos contábeis expressa em partidas dobradas, de conformidade com o artigo 86 que diz que "a escrituração sintética das operações financeiras e patrimoniais efetuar-se-á pelo método das partidas dobradas") cria a seguinte dificuldade:
O artigo 35 diz que pertencem ao exercício financeiro as receitas nele arrecadadas e as despesas nele legalmente empenhadas. Como as despesas empenhadas podem não ser todas pagas no exercício (constituindo-se nos chamados restos a pagar) surge o problema da conciliação de um fato não financeiro (não ocorrência do pagamento) com o sistema financeiro (basicamente, recebimentos e pagamentos). A solução é dada pelo par. único do artigo 103, já citado, que diz que "Os Restos a Pagar do exercício serão computados na receita extra-orçamentária para compensar sua inclusão na despesa orçamentária".
Outra peculiaridade do Balanço Financeiro, é a de que por ele não se identificará o superávit ou déficit financeiro. Segundo o par. 2º do art. 43 da lei 4.320-64, "Entende-se por superávit financeiro a diferença positiva entre o ativo financeiro e o passivo financeiro, conjugando-se, ainda, os saldos dos créditos adicionais transferidos e as operações de crédito a eles vinculadas".
Dessa forma, como o ativo e o passivo financeiros estão demonstrados no Balanço Patrimonial (artigo 105), para a aferição do superávit ou déficit deverá ser utilizado esse demonstrativo e não o Balanço Financeiro.
Como última particularidade, convém assinalar que o Balanço Financeiro também compreende as Receitas e Despesas Extra-orçamentárias. A sua inclusão é necessária para que se demonstrem corretamente os saldos de caixa e está prevista no artigo 93 da lei 4.320-64, nos seguintes termos:
"Todas as operações de que resultem débitos e créditos de natureza financeira, não compreendidas na execução orçamentária, serão também objeto de registro, individuação e controle contábil". Obviamente, em atenção ao comando da "individuação", além do Balanço Financeiro o órgão deverá manter um livro analítico de "Caixa e Bancos", escriturado pelo citado método das partidas dobradas.

## Estrutura
O balanço financeiro é composto por duas colunas principais, sendo que na da esquerda, situam-se as receitas e na da direita, as despesas.
Na coluna esquerda, são demonstradas as receitas orçamentárias, receitas não-orçamentárias e os saldos de disponibilidades do exercício anterior.
Na coluna direita, são demonstradas as despesas orçamentárias, despesas não-orçamentárias e os saldos de disponibilidades que ficarão para o exercício posterior ao do balanço financeiro.
É interessante notar que esta demonstração obedece à equação patrimonial, pois o total de receitas (coluna esquerda) é sempre igual ao das despesas (coluna direita):
{\displaystyle RO+REO+SDA-DO-DEO=SDES}
onde,
RO=  RECEITAS CORRENTES E RECEITAS DE CAPITAL
REO= RECEITA EXTRA-ORÇAMENTÁRIA
SDA= SALDOS DA DISPONIBILIDADE DO EXERCÍCIO ANTERIOR
DO = DESPESAS ORÇAMENTÁRIAS
DEO = DESPESAS EXTRA-ORÇAMENTÁRIA
SDES = SALDO DO EXERCÍCIO SEGUINTE

## Denominação das contas orçamentárias
1. RECEITAS:
1.1. RECEITAS ORÇAMENTÁRIAS
1.1.1. RECEITAS CORRENTES
- Tributária
- Contribuição
- Patrimonial
- Industrial
- Agropecuária
- Serviços
- Transferências Correntes
- Receitas Diversas

1.1.2. RECEITAS DE CAPITAL
- Alienação de Bens
- Operações de Crédito com Empréstimos
- Amortização de Empréstimos Concedidos
- Transferências de Capital
- Outras Receitas de Capital

1.2. RECEITAS EXTRA-ORÇAMENTÁRIAS
- Restos a pagar (contrapartida de despesas a pagar)
- Serviço da Dívida a pagar (contrapartida de depósitos)
- Outras Operações

1.3. SALDOS DO EXERCÍCIO ANTERIOR
- Disponibilidades
- Caixa
- Bancos e correspondentes
- Exatores
- Vinculos em Conta Corrente Bancária

2. DESPESAS:
2.1. DESPESAS ORÇAMENTÁRIAS
2.1.1. DESPESAS CORRENTES (manutenção)
- Governo e Administração Geral (despesa com pessoal civil e militar)
- Encargos Gerais
- Recursos Naturais e Agropecuária
- Energia
- Transporte e Comunicação
- Indústria e Comércio
- Educação e Cultura
- Saúde
- Trabalho, Previdência e Assistência Social
- Habitação e Serviços Urbanos
- Serviços de Terceiros
- Obras de Conservação
- Obras de Adaptação
- Material de Consumo
- Transferências Correntes
- Outras Despesas Correntes

2.1.2. DESPESAS DE CAPITAL (expansão e aperfeiçoamento)
- Obras de Construção
- Aquisição de Imóveis
- Aquisição de Material Permanente (vida útil maior que 2 anos)**
- Investimentos em Ações
- Transferências de Capital

2.2. DESPESAS EXTRA-ORÇAMENTÁRIAS
- Restos a pagar (pagamento no exercício)
- Serviço da Dívida a pagar (pagamento no exercício)
- Depósitos
- Outras Operações

2.3. SALDOS PARA O EXERCÍCIO SEGUINTE
- Disponibilidades
- Caixa
- Bancos e correspondentes
- Exatores
- Vinculos em Conta Corrente Bancária